# Reginald Doherty
Reginald „Reggie“ Frank Doherty (* 14. Oktober 1872 in London; † 29. Dezember 1910 ebenda) war ein englischer Tennisspieler. Er gewann unter anderem von 1897 bis 1900 durchgehend den Einzeltitel bei den Wimbledon Championships. Mit seinem jüngeren Bruder Laurence bildete er das erfolgreichste Doppel um die Jahrhundertwende 1900.

## Leben und Karriere
Reggie Doherty, genannt „Big Do“, kam 1872 im Londoner Stadtteil Wimbledon zur Welt. Er besuchte die Westminster School und nahm später ein Studium am Trinity College der Universität Cambridge auf.
Ab 1891 nahm Doherty an Tennisturnieren teil. Zwischen 1897 und 1900 siegte er ununterbrochen im Einzel von Wimbledon. Im Doppel an der Seite seines Bruders Laurence gewann er ebenda zwischen 1897 und 1905 acht Titel. 1902 erreichte er bei den US-Meisterschaften die Challenge Round, unterlag dort aber dem Titelverteidiger William Larned in vier Sätzen.
Bei den Olympischen Spielen 1900 in Paris erreichte er im Doppel mit Laurence sowie im Mixed an der Seite von Charlotte Cooper den ersten Platz. Im Einzel gab er seinem Bruder im Halbfinale ein Walkover (w.o.), der im Anschluss im Finale den Olympiasieg holte. 1908 in London konnte Reginald zusammen mit George Hillyard erneut den Doppeltitel erringen.
Von 1902 bis 1906 nahm Doherty am Davis Cup teil und gewann in jedem Jahr mit der britischen Mannschaft den Titel.
Doherty, der bei einer Körpergröße von 1,85 m nur 63 kg wog, hatte häufig mit Magen-Darm-Erkrankungen zu kämpfen. 1906 schafften die Brüder mit ihrer schlechten Gesundheit nicht, ihren neunten Wimbledon-Titel zu gewinnen. Danach mussten sie ihrer Mutter, die das Finale unter Tränen verfolgte, versprechen, sich nie mehr körperlich zu übernehmen. Reginald nahm danach noch an vereinzelten Turnieren teil, während sich Laurence dem Golf zuwandte.
1910 starb Reginald Doherty im Alter von 38 Jahren im Londoner Stadtteil Kensington kurz nach seiner Rückkehr aus einem Schweizer Pflegeheim. Im Jahr 1980 wurde er zusammen mit seinem Bruder in die International Tennis Hall of Fame aufgenommen.

## Turniersiege

### Einzel
| Nr. | Jahr | Turnier                       | Finalgegner               | Ergebnis                |
| --- | ---- | ----------------------------- | ------------------------- | ----------------------- |
| 1.  | 1895 | Essex Championships           | Herbert Ramon Yglesias    | 6:3, 6:1, 6:0           |
| 2.  | 1895 | Scottish Championships        | Richard Millar Watson     | 6:1, 6:1, 6:1           |
| 3.  | 1895 | Exmouth                       | Harry Sibthorpe Barlow    | 7:5, 4:6. 6:4, 6:2      |
| 4.  | 1896 | Baden-Baden                   | Viktor Graf Voß           | 6:1, 7:5, 6:2           |
| 5.  | 1896 | East of England Championships | Edward Roy Allen          | 6:4, 8:6                |
| 6.  | 1896 | Homburg vor der Höhe          | Manliffe Francis Goodbody | 6:0, 4:6, 6:2, 6:1      |
| 7.  | 1897 | Baden-Baden                   | Laurence Doherty          | kampflos                |
| 8.  | 1897 | Wimbledon Championships       | Wilberforce Vaughan Eaves | 6:3, 7:5, 2:0 Aufgabe   |
| 9.  | 1897 | Nizza                         | Viktor Graf Voß           | 6:2, 6:4, 3:6, 6:1      |
| 10. | 1897 | Monte Carlo                   | Conway Blackwood-Price    | 6:2, 6:1, 6:2           |
| 11. | 1897 | Scottish Championships        | Laurence Doherty          | kampflos                |
| 12. | 1897 | Homburg vor der Höhe          | George Hillyard           | kampflos                |
| 13. | 1898 | Wimbledon Championships       | Laurence Doherty          | 6:3, 6:3, 2:6, 5:7, 6:1 |
| 14. | 1898 | Homburg vor der Höhe          | Laurence Doherty          | kampflos                |
| 15. | 1899 | Irish Championships           | Harold Mahony             | 6:3, 6:4, 5:7, 6:4      |
| 16. | 1899 | Wimbledon Championships       | Arthur Gore               | 1:6, 4:6, 6:3, 6:3, 6:3 |
| 17. | 1899 | Monte Carlo                   | Viktor Graf Voß           | 6:2 aufgg.              |
| 18. | 1899 | Heiligendamm                  | Georg Wantzelius          | 6:2, 6:1, 6:2           |
| 19. | 1899 | Homburg vor der Höhe          | Clarence Hobart           | 3:6, 4:6, 6:0, 6:3, 6:3 |
| 20. | 1900 | Irish Championships           | Arthur Gore               | 6:4, 7:5, 7:9, 7:9, 6:3 |
| 21. | 1900 | Wimbledon Championships       | Sydney Howard Smith       | 6:8, 6:3, 6:1, 6:2      |
| 22. | 1901 | Irish Championships           | Laurence Doherty          | 6:4, 4:6 aufgg.         |
| 23. | 1902 | Monte Carlo                   | George Hillyard           | 6:4, 6:4, 6:3           |

### Doppel
| Nr. | Jahr | Turnier                      | Partner          | Finalgegner                               | Ergebnis                |
| --- | ---- | ---------------------------- | ---------------- | ----------------------------------------- | ----------------------- |
| 1.  | 1897 | Wimbledon Championships      | Laurence Doherty | H. Baddeley W. Baddeley                   | 6:4, 4:6, 8:6 und 6:4   |
| 2.  | 1898 | Wimbledon Championships      | Laurence Doherty | Harold Nisbet Clarence Hobart             | 6:4, 6:4, 6:2           |
| 3.  | 1899 | Irish Championships          | Laurence Doherty |                                           |                         |
| 4.  | 1899 | Wimbledon Championships      | Laurence Doherty | Harold Nisbet Clarence Hobart             | 7:5, 6:0, 6:2           |
| 5.  | 1900 | Irish Championships          | Laurence Doherty |                                           |                         |
| 6.  | 1900 | Wimbledon Championships      | Laurence Doherty | Herbert Roper Barrett Harold Nisbet       | 9:7, 7:5, 4:6, 3:6, 6:3 |
| 7.  | 1900 | Olympische Sommerspiele 1900 | Laurence Doherty | Basil Spalding de Garmendia Max Décugis   | 6:1, 6:1, 6:0           |
| 8.  | 1901 | Irish Championships          | Laurence Doherty |                                           |                         |
| 9.  | 1901 | Wimbledon Championships      | Laurence Doherty | Dwight Filley Davis Holcombe Ward         | 4:6, 6:2, 6:4, 9:7      |
| 10. | 1902 | Irish Championships          | Laurence Doherty |                                           |                         |
| 11. | 1902 | US National Championships    | Laurence Doherty | Holcombe Ward Dwight Filley Davis         | 11:9, 12:10, 6:4        |
| 12. | 1903 | Wimbledon Championships      | Laurence Doherty | Frank Lorymer Riseley Sidney Howard Smith | 6:4, 6:4, 6:4           |
| 13. | 1903 | US National Championships    | Laurence Doherty | Kreigh Collins Louis Harold Waidner       | 7:5, 6:3, 6:3           |
| 14. | 1904 | Wimbledon Championships      | Laurence Doherty | Frank Lorymer Riseley Sidney Howard Smith | 6:4, 6:4, 6:2           |
| 15. | 1905 | Wimbledon Championships      | Laurence Doherty | Frank Lorymer Riseley Sidney Howard Smith | 6:2, 6:4, 6:8, 6:3      |
| 16. | 1908 | Olympische Sommerspiele 1908 | George Hillyard  | Josiah Ritchie James Parke                | 9:7, 7:5, 9:7           |

### Mixed
| Nr. | Jahr | Turnier                      | Partnerin        | Finalgegner                  | Ergebnis |
| --- | ---- | ---------------------------- | ---------------- | ---------------------------- | -------- |
| 1.  | 1899 | Irish Championships          | Charlotte Cooper |                              |          |
| 2.  | 1900 | Irish Championships          | Charlotte Cooper |                              |          |
| 3.  | 1900 | Olympische Sommerspiele 1900 | Charlotte Cooper | Yvonne Prévost Harold Mahony | 6:2, 6:4 |